# Loboș, Pernik
Loboș (în bulgară Лобош) este un sat în comuna Kovacevți, regiunea Pernik,  Bulgaria. 

## Demografie
Componența etnică a satului Loboș
     Bulgari (99,02%)
     Nicio identificare (0,97%)
     Altele (0%)
La recensământul din 2011, populația satului Loboș era de 205 locuitori. Din punct de vedere etnic, majoritatea locuitorilor (99,02%) erau bulgari. Pentru 0,97% din locuitori nu este cunoscută apartenența etnică.